# Gadegast
Gadegast este o comună din landul Saxonia-Anhalt, Germania.